# Sinfonia dos 500 Anos
Sinfonia dos 500 anos foi um concurso nacional de composição musical para orquestra sinfônica elaborado e patrocinado pela Prefeitura Municipal da Cidade do Recife, Brasil. Com o intuito de celebrar o aniversário de quinhentos anos do país, esse concurso ofereceu premiação em dinheiro, gravação de um CD e apresentação das peças pela Orquestra Sinfônica do Recife.

## Peças ganhadoras
- 1o lugar: Uma Lenda Indígena Brasileira, de Liduíno Pitombeira [1]
- 2o lugar: Sinfonia Brasileira, de Rodrigo Celso Vitta
- 3o lugar: A Sinfonia dos 500 anos, de Ronaldo Cadeu de Oliveira